# 1セント硬貨 (オーストラリア)
オーストラリア1セント硬貨（オーストラリア1セントこうか、1¢）は、オーストラリア国内で流通する通貨。1オーストラリアドルの100分の1の価値を持つ。1966年から1991年まで鋳造されており、鋳造終了後でも法定通貨としてカウントされている。

## 参考
- Ian W. Pitt, ed (2000年). Renniks Australian Coin and Banknote Values (19 ed.). Chippendale, N.S.W.: Renniks Publications. ISBN 0-9585574-4-6
- Prospect Stamps and Coins （英語）